# Ninove
Ninove ist eine Stadt in der Denderstreek in der belgischen Provinz Ostflandern. Sie liegt am Fluss Dender. Die Gemeinde besteht neben der Stadt aus den Ortsteilen Appelterre-Eichem, Aspelare, Denderwindeke, Lieferinge, Meerbeke, Nederhasselt, Neigem, Okegem, Outer, Pollare und Voorde.

## Geschichte
Archäologische Funde bezeugen eine Besiedlung der Gegend seit der Jungsteinzeit.
Ninove geht auf eine kleine Ansiedlung zurück, die sich im 5. Jahrhundert mit der Ankunft der Franken zu einem Bauerndorf vergrößerte. 822 wurde es erstmals urkundlich erwähnt: Dem Kloster Saint-Amand bei Valenciennes schenkte Kaiser Ludwig der Fromme auch Güter in „Neomisio“ (Regesta Imperii I, 757). Sein Nachfolger bestätigte diese Schenkung 847 und 864 (DKII 092 + 273). Im Vertrag von Meerssen von 870 verlief die Reichsgrenze nur nahe Ninove im Gau „Bracbanto“, und auch die „Schlacht von Ninove“ fand nur in der Nähe der „Bracbantisii“ statt (Regesta Imperii I, 1480 und Ann.Vedast. 879). Bis zum 12. Jahrhundert war Ninove aufgrund von Handel und einer befestigten Burg zu einer recht bedeutenden Stadt geworden. Auch eine Prämonstratenser-Abtei wurde 1137 bei Ninove gegründet und bestand bis 1822. Im 15. bis 17. Jahrhundert kam es zum Niedergang der Stadt, die erst Mitte des 18. Jahrhunderts langsam wieder wuchs. In der zweiten Hälfte des 19. Jahrhunderts siedelten sich im Rahmen der Industrialisierung die ersten Fabriken in Ninove an; Ninove wurde in der Zeit des Ersten Weltkriegs zu einem Zentrum der flämischen Streichholzindustrie. Die Bevölkerung der Stadt wuchs von 4.400 im Jahre 1834 auf 12.000 im Jahre 1970. Nach 1945 erlebte die lokale Streichholzindustrie ihren Niedergang und der letzte Betrieb schloss in den 1970er Jahren. Neben Betrieben der metallverarbeitenden und pharmazeutischen Industrie sind heute vor allem Dienstleistungsbetriebe wie das große Einkaufszentrum in der Stadtmitte bedeutend. Außerdem sind viele Bewohner Pendler, die im nahe gelegenen Brüssel arbeiten.

## Politik

### Stadtrat
- Vooruit: 5
- Groen: 1
- VLD: 12
- CD&V: 8
- VB: 4
- Sonst.: 1

Nach der Wahl kam es zu einer Großen-Koalition aus OpenVLD und CD&V.
- Vooruit: 4
- Groen: 1
- VLD: 12
- CD&V: 8
- VB: 8

Nach der Wahl kam es zu einer Koalition aus OpenVLD und CD&V und Groen (Belgien).
- Vooruit: 5
- Groen: 1
- VLD: 9
- CD&V: 4
- N-VA: 5
- VB: 9

Nach der Wahl kam es zu einer Koalition aus OpenVLD, Vooruit, CD&V und Groen.
- Vooruit: 3
- Groen: 1
- VLD: 9
- CD&V: 3
- N-VA: 2
- VB: 15

Nach der Wahl kam es zu einer Koalition aus OpenVLD, Vooruit, CD&V, NVA und Groen. Bei der NVA war aber nur einer der beiden Vertreter in der Koalition vertreten.
- Gr-Vooruit: 5
- CDV-OVLD: 11
- N-VA: 1
- VB: 18

Nach der Wahl 2024 bekam VB eine absolute Mehrheit und regiert somit alleine.

- Gr-Vooruit: 5
- Vooruit: 17
- Groen: 4
- VLD: 42
- CD&V: 23
- CDV-OVLD: 11
- N-VA: 8
- VB: 54
- Sonst.: 1

Für eine Koalition mit Mehrheit braucht/bräuchte man also bspw. OpenVLD (42), CD&V (23), Vooruit (17) und Gr-Vooruit (5) oder Groen (Belgien) (4). Dann hätte man 87 bzw. 86 Sitze.

Möchte man eine Zweidrittelmehrheit ohne VB, bräuchte man alle Parteien außer VB und dem einen Sonstigen. Selbst so wären es genau 66,67 %, also wirklich eine ganz genaue 2/3 Mehrheit.
Die Summe der Sitzverteilungen von der Wahl 2000 bis zur Wahl 2024 nach absoluter und Zweidrittelmehrheit:

- VLD: 42
- CD&V: 23
- Vooruit: 17
- Gr-Vooruit: 5
- Groen: 4
- CDV-OVLD: 11
- N-VA: 8
- VB: 54
- Sonst.: 1

## Ehrenbürger
1. Frans Hemerijckx (* 19. August 1902 in Ninove; † 15. Oktober 1969 in Löwen)
Tropenarzt
Verleihung am 28. August 1953
2. August Liessens (* 17. August 1894 in Ninove; † 8. Juli 1954 in Sorel)
Organist und Komponist
Verleihung am 28. August 1953
3. Hendrik Vangassen (* 19. Dezember 1896 in Mariakerke; † 20. März 1968 in Ninove)
Sprachwissenschaftler und Autor
Verleihung am 14. Februar 1960
4. Rudy Van Snick (* 6. Februar 1956 in Zottegem)
Bergsteiger
Verleihung am 28. Juni 1990
5. Arthur Luysterman (* 18. März 1932 in Ninove)
Bischof von Gent
Verleihung am 24. November 1990
6. Hans Van Laethem (* 7. Februar 1960 in Ninove)
Stadtschreier von Ninove
Verleihung am 27. Oktober 2005
Van Laethem wurde kurz nach dem Gewinn der Weltmeisterschaft der Stadtschreier ausgezeichnet. Gewürdigt wurde damit seine langjährige Tätigkeit als Stadtschreier und seine zahlreichen Erfolge, mit denen er die Stadt über die Grenzen Belgiens hinaus bekannt gemacht hat.

## Söhne und Töchter der Stadt
- Emile Thollembeek (1895–1969), Radrennfahrer
- Edgard De Caluwé (1913–1985), Radrennfahrer
- Remi Van Vreckom (1943–2000), Radrennfahrer, geboren in Denderwindeke
- Jean Dufaux (* 1949), Comicautor
- Marcel Van Der Slagmolen (* 1952), Radrennfahrer
- Jan Nevens (* 1958), Radrennfahrer
- Franky Van Der Elst (* 1961), Fußballspieler und heutiger -trainer
- Kristin De Troyer (* 1963), Theologin und Hochschullehrerin
- Jerry Cooman (* 1966), Radrennfahrer
- Annemie Turtelboom (* 1967), Politikerin
- Christoff De Bolle (* 1976), Schlagersänger
- Wesley Sonck (* 1978), Fußballspieler
- Geert De Vos (* 1981), Dartspieler
- Kevin van der Perren (* 1982), Eiskunstläufer